# Devil’s Film
Devil’s Film — американская порностудия, базирующаяся в Чатсворте, Лос-Анджелес, Калифорния. Созданная в 1997 году, студия специализируется на гонзо-порнографии, ориентированной на свинг и гэнг-бэнг, и нишевых продуктах, сосредоточенных на таких популярных фетишах, как межрасовая, транссексуальная и MILF-порнография.

## История
Devil’s Film вышла на рынок порнопародии в 2009 году, выпустив Coctomom, пародию, вдохновленную таблоидной сенсацией Надей Сулеман («Octomom») после рождения восьмерых детей путём экстракорпорального оплодотворения. Вскоре последовали пародии на «Большую любовь» канала HBO, «Безумцев» телеканала AMC, The Bachelor канала ABC и The Biggest Loser канала NBC, а также «Весёлые времена в школе Риджмонт» и всей саги «Сумерки».

## Руководство
В апреле 2013 года Giant Media Group, материнская компания Pipedream Products, объявила о приобретении Devil’s Film.

## Функционирование
Devil’s Film является материнской компанией для лесбийской The L Factor и транссексуальной студии GoodFellas Productions, продюсера America’s Next Top Tranny, пародии на продолжительное реалити-шоу «Топ-модель по-американски».

## Награды
- 2007 AVN Award — «лучший транссексуальный сериал» за Transsexual Prostitutes [9]
- 2008 AVN Award — «лучший транссексуальный релиз» за Transsexual Babysitters 2 [10]
- 2008 AVN Award — «лучший транссексуальный сериал» за Transsexual Prostitutes [10]
- 2009 AVN Award — 'Best Orgy/Gang Bang Series' за Cream Pie Orgy [11]
- 2009 AVN Award — «лучший транссексуальный релиз» за America's Next Top Tranny 2 [11]
- 2009 AVN Award — «лучший транссексуальный сериал» за Transsexual Babysitters [11]
- 2011 XBIZ Award — «транссексуальный релиз года» за America's Next Top Tranny: Season 6 [12]
- 2012 AVN Award — «лучший транссексуальный сериал» за America's Next Top Tranny[13]
- 2012 XBIZ Award — «межрасовый сериал года» за Interracial Swingers[14]
- 2013 XBIZ Award номинация — 'Vignette Series of the Year' за Don't Tell My Wife...[15]
- 2014 XBIZ Award — «лесбийский релиз года» за The Seduction of Riley Reid[16]
- 2015 XBIZ Award — 'All-Black Release of the Year' за The Seduction of Skin Diamond [17]